# 天主教蒙特港總教區
天主教蒙特港總教區（拉丁語：Archidioecesis Portus Montt）是智利一個羅馬天主教教省總教區，下轄三個教區。
總教區管轄範圍包括湖大區的蘭奇胡亞省，2004年有教友235,097人（佔轄區總人口百分之71.3%）、卅一個堂區和六十名司鐸。現任總主教為類斯·威田南·拉莫斯-佩雷斯，宗座署理為利則·巴西略·莫拉萊斯-加林多（Ricardo Basilio Morales Galindo），榮休總主教為克利斯蒂安·卡羅-科爾德羅。
教區於1939年4月1日成立，1963年5月10日升為總教區。